# Estación Rosario Central
La Estación Rosario Central es una antigua estación de ferrocarril en Rosario, en la Provincia de Santa Fe, Argentina. Está ubicada en la calle Corrientes y Avenida Wheelwright, en el centro de la ciudad, cerca de la costa del Río Paraná (32°56′14″S 60°38′25″O / -32.937171, -60.64032).

## Historia
Sirvió como estación terminal del Ferrocarril Central Argentino. Su construcción comenzó en 1868 y finalizó en 1870; en esa época era una de las más importantes estaciones en el país debido a su tamaño, el costo de construcción, y el volumen de tráfico. Se construyó con capitales británicos siguiendo el estilo neogótico italiano en boga en esa época, con su característica torre del reloj.

El ferrocarril que comenzaba en esta estación unía Rosario con la ciudad de Córdoba, 396 km al noroeste. Fue la primera de las ocho líneas que operaron en Rosario, la más larga del país en su momento, y la primera línea que unió dos provincias argentinas. En 1908, después de la unión entre el Ferrocarril Central Argentino y el Ferrocarril Buenos Aires a Rosario, la estación se utilizó para atender los servicios de pasajeros de corta y media distancia, mientras que la Estación Rosario Norte se utilizó para los servicios de larga distancia y expresos. Entre 1935 y 1940 en Rosario Central había 70 servicios de trenes diarios, con un promedio anual de 438.000 pasajeros.

La mayoría de los servicios de corta y media distancia se cancelaron durante 1977, y la Estación Rosario Central fue clausurada y quedó abandonada. En 1987, se desmantelaron los rieles que unían esta estación con el Puerto de Rosario para construir la Avenida Ribereña Central. En noviembre de 1989 circuló un servicio de trenes de pasajeros experimental, pero un mes después se canceló el servicio. En 1993 se demolieron las instalaciones secundarias del Rosario Central, al norte de la misma estación (talleres, tiendas, etc.) para continuar con la construcción de la avenida, y en 1997 se retiraron los rieles que llegaban a la estación.
En 1999 el Ente Nacional de Administración de Bienes Ferroviarios (ENABIEF), la organización estatal que manejaba los antiguos bienes de las compañías ferroviarias, le cedió el terreno de la estación a la Municipalidad de Rosario. La administración municipal decidió restaurar el edificio, preservando la mayor parte de su aspecto exterior, y empleándolo como asiento del Distrito Centro Antonio Berni, como parte de su programa de descentralización en distritos.

Otra parte de la antigua estación, separado del resto por un corto puente sobre un túnel caminero, fue transformada en un centro educativo y de entretenimiento para niños llamado La Isla de los Inventos.